# 1time
1time — колишня південноафриканська бюджетна авіакомпанія, що базується в промисловому парку Isando (Парк Кемптон, Екурхулені, Гаутенг, ПАР). В даний час банкрут. Авіакомпанія здійснює регулярні внутрішні та міжнародні авіаперевезення. Колишній хаб компанії — Міжнародний аеропорт імені О. Р. Тамбо в Йоханесбурзі; допоміжні бази — King Shaka International Airport, East London Airport і Cape Town International Airport.

## Історія
Засновники авіакомпанії володіли консорціумом Afrisource Holdings, за допомогою якого володіли компанією Aeronexus, яка пропонувала різні авіаційні сервіси (в даний час вона виконує роботи з технічного обслуговування 1Time).
1time почала продавати квитки в січні 2004 року і почала виконувати польоти 25 лютого того ж року, з трьома щоденними рейсами туди-назад між міжнародними аеропортами Йоганнесбурга і Кейптауна.
Avstar Group заволоділа 15 % акцій 1Time Holdings і авіакомпанія заволоділа двома 157-місцевими літаки McDonnell Douglas MD-83 від групи. 1time перевезла більше 1 мільйона пасажирів в 2006 році по восьми напрямах.
Власники компанії: Afrisource Holdings (50 %), MKJH Trust (30 %) і Mogwele Investments (20 %). Чисельність персоналу — 420 осіб (на березень 2007 року).
Авіакомпанія припинила польоти в листопаді 2012 року

## Флот

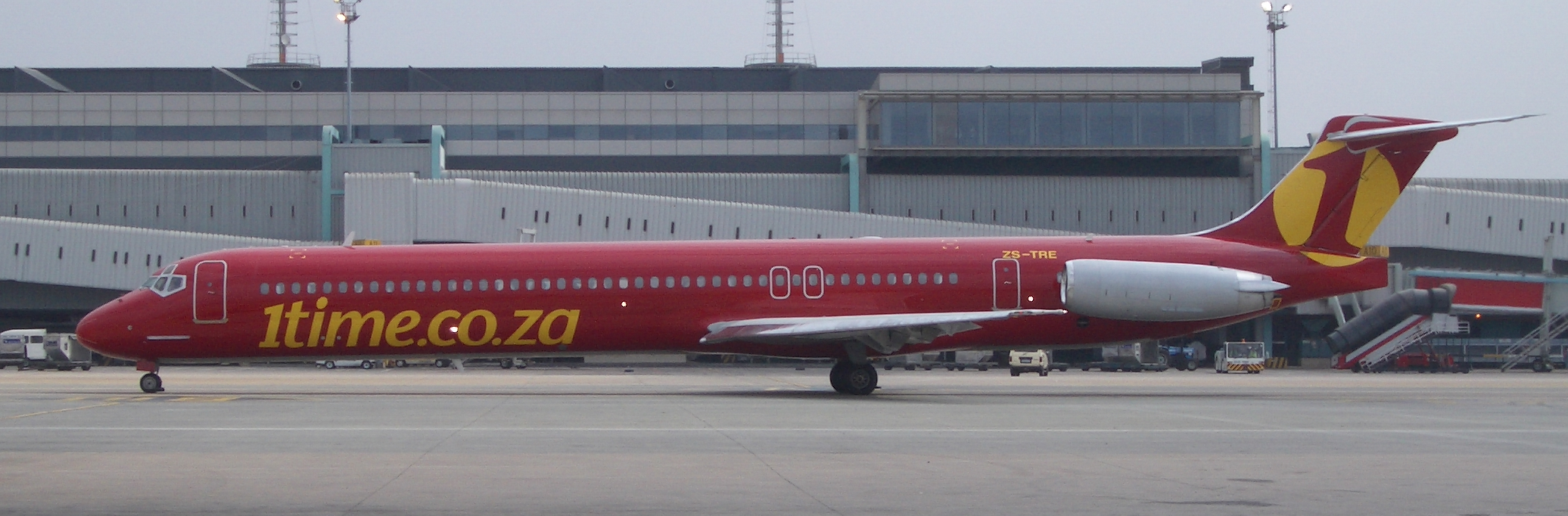
Літак авіакомпанії 1time

Флот авіакомпанії 1time складається з таких літаків: